# Philomastiginae
Philomastiginae – podrodzina błonkówek z rodziny Pergidae.

## Zasięg występowania
Przedstawiciele tej podrodziny występują w krainie neotropikalnej oraz australijskiej.

## Systematyka
Do Philomastiginae zalicza się 6 gatunków zgrupowanych w 4 rodzajach:
- Cerospastus
- Ecopatus
- Philomastix
- Philoperra